# Орхоно-енисейский язык

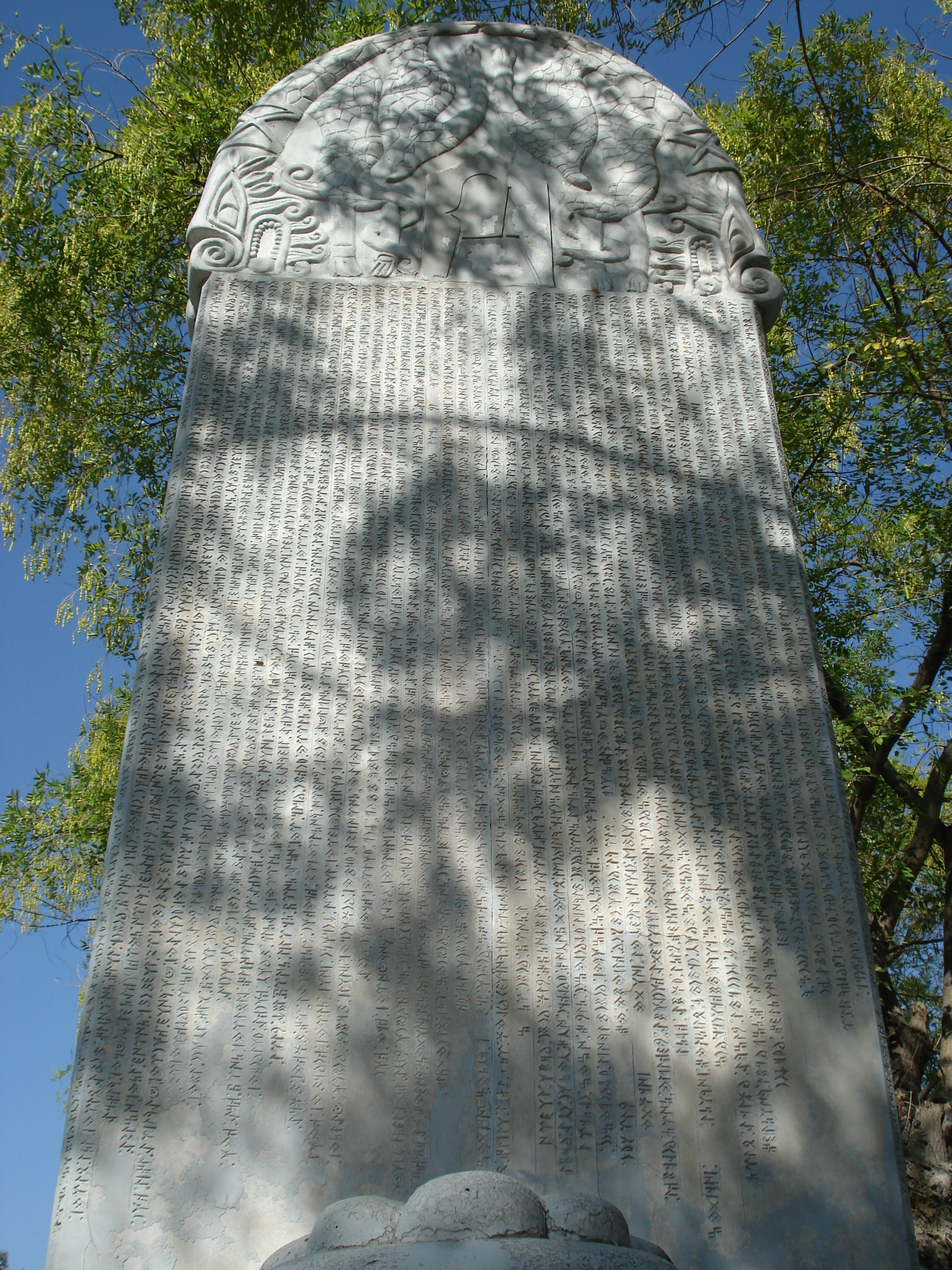
Современная копия древнетюркского памятника Бильге-кагану, установленная в Анкаре

Орхо́но-енисе́йский язы́к (также язы́к орхо́но-енисе́йских па́мятников, древнетю́ркский язы́к) — единый литературный язык древнетюркского мира, господствовавший в VII-X вв. на просторах Центральной Азии. На этом литературном языке были созданы древнетюркские надписи.
Будучи письменным, орхоно-енисейский язык стал следующим этапом развития устного тюркского праязыка. Для записи языка использовалось древнетюркское письмо, которое было дешифровано датским лингвистом В. Томсеном в 1893 году и впервые прочитано российским тюркологом В. В. Радловым в 1894 году.

## История
Известно семь групп орхоно-енисейских памятников: ленско-прибайкальская, енисейская, монгольская, алтайская, восточно-туркестанская, среднеазиатская и восточно-европейская.
В соответствии с классификацией С. Е. Малова, надписи на орхонских памятниках сделаны на «огузском языке». Из этого можно сделать вывод, что либо огузы и были тем народом, который по названию «правящего Дома» китайцы именовали «тугю», либо клан Тюрк говорил на языке народа огуз.
По мнению А.Н. Кононова устное койне впитало в себя наиболее характерные черты в ту пору. наиболее крупных языковых групп — уйгурской и огузской

## Характеристика
Орхоно-енисейский язык имел звук «б» в нач. слов вместо «м», звук «д» в середине и конце слова вместо возникших позже «з» и «й», диссимиляцию в согласных группах «лт», «рт», «нт» вместо современных ассимилятивных «лд», «рд», «нд», чередование звуков «с» и «ш».
Относительно диссимиляции в языке И. В. Кормушин в своей статье писал следующее: «после глухих согласных основы шёл звонкий согласный в аффиксе, после звонких согласных, в том числе сонантов, аффикс всегда начинался с глухого согласного. Некоторые аффиксы не имели глухого или звонкого варианта начального согласного и частично нарушали правила расподобления. Так, аффикс уподобительного значения -täg был всегда глухим, а суффикс направительного падежа -γaru/gärü — всегда звонким. Но были и прямые нарушения правил диссимиляции». А. Мусорин, изучая труды учёного, подчеркнул необходимость различения диссимиляции фонетической и морфонологической, которая и наличествовала в данном языке.
В орхоно-енисейском языке винительный падеж имел форму на -ыг/-иг, исходный падеж был ещё не до конца оформлен; язык имел прошедшее время на -мыш, характерные огузской группе тюркских языков (как и турецкий), будущее время на -тачи/-тэчи; условное наклонение на -сар/-сэр; частично специфичную в силу своей архаики, но в целом общую для всех тюркских языков лексику (интересно, что 90-95 % глагольной лексики памятников сохранилось в современном башкирском языке).

## Фонетика

### Гласные
| Ряд и огубленность→ | Передний (мягкие) | Передний (мягкие) | Задний (твёрдые) | Задний (твёрдые) |
| Подъём ↓            | огубленные        | неогубленные      | огубленные       | неогубленные     |
| ------------------- | ----------------- | ----------------- | ---------------- | ---------------- |
| Верхний             | y                 | ɪ                 | u                | ɯ                |
| Средне-верхний      | ø                 |                   | o                |                  |
| Средне-нижний       |                   | ɛ                 |                  |                  |
| Нижний              |                   | (æ)               |                  | ɑ                |

Гласные звуки языка: /a/, /e/, /ė/, /i/, /ï/, /o/, /ö/, /u/, /ü/. Все 9 гласных встречались лишь в начале слова, в последующих слогах исключительно /a/, /e/, /ï/, /i/. В орхоно-енисейском языке последовательно соблюдалась гармония гласных.

### Согласные
| По месту образования →    | По месту образования →          | По месту образования →          | Губно-губные | Переднеязычные | Переднеязычные | Среднеязычные | Заднеязычные                | Заднеязычные |
| По способу произношения ↓ | По способу произношения ↓       | По способу произношения ↓       | Губно-губные | нёбно-зубные   | зубные         | Среднеязычные | средне-нёбные (палатальные) | задненёбные  |
| ------------------------- | ------------------------------- | ------------------------------- | ------------ | -------------- | -------------- | ------------- | --------------------------- | ------------ |
| Шумные                    | смычные                         | звонкие глухие                  | b p          | d t            |                |               | ɡ k                         | ɣ q          |
| Шумные                    | аффрикаты                       | звонкие глухие                  |              |                | (d͡ʒ) t͡ʃ        |               |                             |              |
| Шумные                    | щелевые                         | звонкие глухие                  |              | z (ð) s        | ʃ              |               |                             |              |
| Сонорные                  | смычно-носовые боковые дрожащие | смычно-носовые боковые дрожащие | m w          | n l            | r              | j (ʝ)         | (ɲ)                         | ŋ            |

Согласные: глухие, звонкие и носовые:
- губные: p, v (β), m;
- зубные: t, d (δ), n;
- смягчённые: č, y, ń;
- велярные: k (q, χ), g (γ), ŋ;
- шипящие: s, š, z;
- сонорные: r, l.